# Distriktsjuniorturneringen
Distriktsjuniorturneringen var tidigare Svenska Fotbollförbundets herrjuniorlagsturnering med distriktsförbundslag. Den spelades åren 1962-1994.

## Vinnare
- 1962: Västmanland
- 1963: Göteborg
- 1964: Stockholm
- 1965: Skåne
- 1966: Stockholm
- 1967: Stockholm
- 1968: Västergötland
- 1969: Västergötland
- 1970: Västergötland
- 1971: Stockholm
- 1972: Göteborg
- 1973: Västergötland
- 1974: Västergötland
- 1975: Skåne
- 1976: Västergötland
- 1977: Småland
- 1978: Skåne
- 1979: Skåne
- 1980: Skåne
- 1981: Halland
- 1982: Södermanland
- 1983: Göteborg
- 1984: Skåne
- 1985: Västergötland
- 1986: Halland
- 1987: Halland
- 1988: Västmanland
- 1989: Stockholm
- 1990: Östergötland
- 1991: Göteborg
- 1992: Skåne
- 1993: Stockholm
- 1994: Västergötland